# Mixorthezia reynei
Mixorthezia reynei är en insektsart som först beskrevs av Robert Malcolm Laing 1925.  Mixorthezia reynei ingår i släktet Mixorthezia och familjen vaxsköldlöss. Inga underarter finns listade i Catalogue of Life.